# Diano Castello
Diano Castello este o comună din provincia Imperia, regiunea Liguria, Italia, cu o populație de 2.252 locuitori (1 ianuarie 2023) și o suprafață de 6,11 km².

## Demografie
Diano Castello - evoluția demografică

|  | Graficele sunt indisponibile din cauza unor probleme tehnice. Mai multe informații se găsesc la Phabricator și la wiki-ul MediaWiki. |

Date: Recensăminte sau birourile de statistică - grafică realizată de Wikipedia